# Picea shirasawae
Picea shirasawae là một loài thực vật hạt trần trong họ Pinaceae. Loài này được Hayashi mô tả khoa học đầu tiên năm 1969.